# Мостовой (Алтайский край)
Мостовой — посёлок в Заринском районе Алтайского края России. Входит в состав сельского поселения Зыряновский сельсовет.

## География
Посёлок находится на северо-востоке края, на юге центральной части района, в предгорьях Салаирского кряжа. Расположен у реки Мостовая.
Расстояние до центра сельсовета села Зыряновка — 2 км.
Климат
континентальный. Средняя температура января −17,7 °C, июля +19,2 °C. Годовое количество атмосферных осадков — 450 мм.

## История
Посёлок входит в муниципальное образование «Зыряновский сельсовет» согласно муниципальной и административно-территориальной реформе 2007 года.

## Население
| 1997 | 1998 | 1999 | 2000 | 2001 | 2002 | 2003 | 2004 | 2005 |
| ---- | ---- | ---- | ---- | ---- | ---- | ---- | ---- | ---- |
| 275  | ↘266 | ↘254 | ↘225 | ↗242 | ↘225 | ↗238 | ↘231 | ↘223 |
| 2006 | 2007 | 2008 | 2009 | 2010 | 2011 | 2012 | 2013 |      |
| ↘215 | ↘211 | ↗212 | ↘210 | ↘196 | →196 | ↘184 | ↘173 |      |

национальный состав
Согласно результатам переписи 2002 года, в национальной структуре населения русские составляли 99 % от 230 жителей.

## Инфраструктура
Экономика
Основное направление — сельское хозяйство.

## Транспорт
Мостовой доступен автомобильным транспортом.
Подходит дорога общего пользования межмуниципального значения «подъезд к пос. Мостовой» (идентификационный номер 01 ОП МЗ 01Н-1325) протяженностью 3,940 км.
Просёлочные дороги.